# الرحيبة (ريف دمشق)
الرحيبة مدينة سورية تقع على بعد 50 كم شمال شرق دمشق العاصمة في منطقة القلمون. تشتهر الرحيبة بمقالع الرخام الرحيباني وانتشار مناشر الرخام، وأيضاً بتجارة الطير الحر الصقر، وهي تجارة قديمة جداً ومعروفة منذ القدم، وأي شخص يريد شراء هذا النوع من الطيور لا بد أن يمر من الرحيبة، وخاصة من دول الخليج العربي لشهرة المنطقة بوجود طائر الصقر في الرحيبة والمناطق المحيطة بها. تحد الرحيبة جغرافياً بلدات القطيفة ومعضمية القلمون والضمير وجيرود وجبل القلمون. ( iG : Lp1ix )

## التسمية
يعتقد أن سبب تسميتها بالرحيبة نسبة لأرضها الرحباء أي الواسعة الشاسعة أو الأكثر شيوعاً السبب في تسميها بالرحيبة كرم ضيافة أهلها وكثرة ترحابهم بالضيف. فقد كانت تدعى برحبة دمشق. وكانت مركزا يأتيه الأمراء والخلفاء للصيد ومقر ومنطلق لرحلات الصيد منذ القدم. فيها آثار رومانية عديدة منتشرة في المدينة وخارجها.

## التاريخ
تنتشر في الرحيبة آثار رومانية عديدة في المدينة وخارجها. ورد اسم الرحيبة في كتاب معجم البلدان لياقوت الحموي باسم رحبة دمشق، فقد سكنها الإنسان منذ القدم، وتعود جذورها التاريخية إلى العهدين اليوناني والروماني[ ؟ ]، ويدل على ذلك المعبد الروماني القديم بالبلدة الذي أصبح مسجداً خلال العهد الإسلامي، وبقايا معبد أرتميس إله الصيد عند الرومان، إضافةً إلى بعض الكتابات اليونانية على صخور أراضيها. وفي جبلها الشرقي عين ماءٍ تسمى عين الراهب، وعلى مقربة منها أطلال معبد واضحة المعالم تجاورها أرض زراعية فائقة الخصوبة، ويبدو أن تلك الأراضي الفسيحة كانت نقطة تمركز فرق استطلاع رومانية في الفترة التي كانت فيها سوريا ولاية الرومانية.

## الرحيبة الحديثة
تتبع الرحيبة محافظة ريف دمشق في منطقة القلمون[ ؟ ] إلى الشمال الشرقي من دمشق، واشتهرت الرحيبة في العقود الأخيرة برخامها حيث بدأت مقالع الرخام أخذ دورها في تهيئة فرص العمل منذ ستينات القرن الماضي وازدهرت بعد ذلك أيما ازدهار وأصبحت شهرة الرخام الرحيباني تملأ الآفاق وتبع ذلك إنشاء عشرات المعامل لقص وتصنيع الرخام وتصديره أضف إلى ذلك مكاسر البحص والرمل، إلى جانب صناعة الرخام، كما توارث بعض سكانها صيد وتجارة الصقور حتى غدت السوق الرئيس لهذه التجارة يؤمها المتعاملون بهذه المهنة من جميع أنحاء سورية ومن أقطار الخليج العربي وغيرها، من جهةٍ أخرى تمتلك الرحيبة وحدة إرشادية لصناعة السجاد أنشئت عام 1966.
وتشهد مدينة الرحيبة الحديثة هذه الأيام نهضة عمرانية كبيرة تترافق مع تنفيذ عدة مشاريع خدمية ساهمت في تطوير البنية التحتية كإنشاء شبكة طرق واسعة جعلت منها عقدة مواصلات بحكم موقعها الجغرافي المتميز، كما نفذت فيها مشاريع خدمية كثيرة مثل شبكة صرف صحي وشبكة مياه حديثة إضافة لشبكة هاتف متطورة، وقد استكمل فيها مؤخراً إنشاء المشفى الحديث الذي تبرع بتشييده المحسن الكبير السيد حشر آل مكتوم ويتسع لأكثر من 100 سرير وقد عهد لوزارة الصحة بتجهيزه، كما ازداد تشييد المدارس الحديثة لاستيعاب الأعداد المتزايدة من الدارسين، ة تشهد المدينة الحديثة تطور تجاريًا وعمرانيًا واضحًا.
وبلدة الرحيبة ذكرت في كتاب: شرح العقيدة الطحاوية، لابن أبي العز الحنفي الدمشقي، في مقدمة الشرح حيث ذكر أن المقادسة هم من نشر المذهب الحنبلي الفقهي السني فيها، وفي البلدتين: دوما[ ؟ ] والضمير. وفيها ولد الشيخ الحنبلي مصطفى الرحيباني.

## الاقتصاد والسكان
تتنوع الأنشطة السكانية في البلدة ما بين الزراعة والتجارة والصناعة، وتنتشر زراعة أشجار الزيتون وأنواع عديدة من المزروعات والخضروات، وكذلك تربية الماشية. كانت تشتهر المدينة قديماً بزراعة العنب وصناعة الدبس والزبيب عالي الجودة، ويوجد فيها عدد من المنشآت والمعامل الصناعية، منها معامل تصنيع مادة الجبس، بالإضافة إلى معمل تكرير زيوت صناعية، ومعمل للصابون وصناعة السجاد ووحدة إرشادية لصناعة السجاد اليدوي، هذا غير المقالع الخاصة بالرخام وصناعة وتشكيل الرخام الرحيباني المعروف، وبعض المهن والصناعات التقليدية وتجارة الصقور (الطير الحر).
يبلغ عدد سكان الرحيبة حوالي 70,000 نسمة تقريباً (تعداد السكان 2025), وتتجاوز نسبة التعليم بينهم 90% من السكان، ففيها مدارس لجميع المراحل (الابتدائية والإعدادية والثانوية) وعدد من المراكز التعليمية، وتوجد مدرسة لتعليم قيادة السيارات وتتوفر كافة الخدمات الاجتماعية والصحية والخدمية المختلفة. يعيش عدد لا بأس به من أهاليها في بلدان الغربة كالأرجنتين والبرازيل وأمريكا[ ؟ ] وفرنسا وألمانيا وإسبانيا.

## الحرب السورية
شاركت الرحيبة منذ اندلاع الثورة عام 2011 بالتظاهرات السلمية إلى حين تشكيل أول كتيبة تابعة ل الجيش السوري الحر تحت مسمى كتيبة مغاوير القلمون[ ؟ ]
سيتم إخراج مسلحي الرحيبة (جيش الإسلام) وغيرها من مناطق القلمون الشرقي بعد تاريخ 19.4.2018 إلى جرابلس